# 片山貴光
片山 貴光（かたやま たかみつ、1971年9月21日 - ）は、日本の陸上自衛官、元レスリング選手。秋田県出身。

## 来歴
秋田商業高校では全国大会出場はならなかったが、日本体育大学進学後は4年時の1993年に大学四冠を獲得。
卒業後は自衛隊体育学校所属の自衛官として競技を続ける。全日本選手権ではグレコローマン74kg級で1993年より3連覇、同76kg級で1996年から4連覇。
アトランタオリンピックでは8位入賞。シドニーオリンピックにも出場した。
引退後は第1空挺団で一般自衛官となる。

## 経歴
グレコローマン74kg級
- 1994年
  - 広島アジア大会 銅メダル
  - ワールドカップ 銅メダル
- 1995年
  - アジア選手権 銅メダル
  - 世界選手権 19位
- 1996年
  - アジア選手権 銀メダル
  - アトランタオリンピック 8位

グレコローマン76kg級
- 1997年
  - アジア選手権 金メダル
  - 東アジア大会 金メダル
  - 世界選手権 20位
- 1998年
  - 世界選手権 15位
  - バンコクアジア大会 銀メダル
- 1999年
  - アジア選手権 銅メダル
  - 世界選手権 21位
- 2000年
  - アジア選手権 銀メダル
  - シドニーオリンピック 17位